# Marc Behm
Marc Behm (Trenton, Nueva Jersey, 12 de enero de 1925–Fort-Mahon-Plage, 12 de julio de 2007) fue un novelista, guionista y actor estadounidense que vivió como un expatriado en Francia.

## Biografía
Antes de la II Guerra Mundial actuó con el comediante Ernie Kovacs, que era de Trenton, como él. Tras participar en el desembarco de Normandía se enamoró de una enfermera francesa, se casó con ella, abandonó los escenarios y tuvo siete hijos. Guionista de prestigio, vivió de colaborar en películas como Charada (1963) o Help! (1965), la clásica película de los Beatles, y como actor ocasional en la televisión francesa. Solo publicó su primera novela a los 52 años, consagrándose en especial al género de la novela negra. Ecléctico, fue amigo y admirador de Graham Greene. Desde la década de 1990 sus novelas aparecieron primero en francés.
En español es sobre todo conocido por las novelas The Eye of the Beholder / La mirada del observador (1980), publicada por primera vez en España en 1987 y considerada su obra maestra, cuyo origen es un guion no filmado para el productor Philip Yordan que transformó en una novela, pero que después fue filmada dos veces: por Claude Miller, con Isabelle Adjani (1983) y por Stephan Elliott, con Ewan McGregor (1999), o por la también muy notable The Ice Maiden / La doncella de hielo (1982).

## Obras
- The Queen of the Night New York, N.Y, Avon, 1978
  - Edición en castellano: La reina de la noche, Júcar, 1989.
- The Eye of the Beholder (1980) 
  - Edición en castellano: La mirada del observador, Júcar, 1987.
- The Ice Maiden  (1983)
  - Edición en castellano: La doncella de hielo, Júcar, 1988.
- Afraid to Death (1991)
- Off the Wall (1991) 
  - Edición en castellano: Un hombre al margen, Thassàlia, 1995.
- Seek To Know No More (1993) 
  - Edición en castellano: No pretendas saber más, Thassàlia, 1995.
- Crabe (1994)
  - Edición en castellano: Crab, Thassàlia, 1996.
- Tout un roman (1997)
- Dime Novel (1997)
- Le Hold-Up des salopettes, novela inacabada completada por Jeremy Behm, Paris, Rivages/Noir, 2012
- Hurler à la lune, Paris, Rivages/Noir núm. 457, 2003 (relatos)
  - Edición en castellano: Aullidos, Semana Negra de Gijón, 2008.

## Filmografía
- 1961 The Return of Doctor Mabuse, guion
- 1963 Charada, argumento.
- 1965 Help!, argumento.
- 1965 The Party's Over, guion
- 1966 Trunk to Cairo, guion
- 1967 The Blonde from Peking, guion
- 1969 Las doce sillas, guion
- 1971 Someone Behind the Door, guion
- 1972 The Mad Bomber, guion
- 1974 Piaf, guion
- 1981 Hospital Massacre, guion
- 1981 Lady Chatterley's Lover, guion
- 1983 Deadly Circuit, inspirada en su libro original
- 1983 Nana, guion.
- 1999 Eye of the Beholder, inspirada en su libro original
- 1999 Passé-composé, telefilme.